# Aristaea eurygramma
Aristaea eurygramma är en fjärilsart som beskrevs av Lajos Vári 1961. Aristaea eurygramma ingår i släktet Aristaea och familjen styltmalar. Inga underarter finns listade i Catalogue of Life.